# Starfight
Starfight (Originaltitel: The Last Starfighter) ist ein US-amerikanischer Science-Fiction-Film von 1984. In deutschen Kinos lief der Film am 19. April 1985 an. Es folgten Roman-Ausgabe sowie ein auf dem Film basierendes Computerspiel. 2004 entstand auch eine Off-Broadway-Musical-Version.
Der Film war der erste größere Film, in welchem im größeren Umfang Computergrafik anstelle von physischen Modellen zur Darstellung realer Objekte eingesetzt wurde.
The Last Starfighter war der letzte Film, in dem Robert Preston in einer Nebenrolle zu sehen war. Er spielte den liebenswürdigen Außerirdischen Centauri, eine Anspielung auf seine bekannteste Rolle als Professor Harold Hill in der Musical-Verfilmung The Music Man.

## Handlung
Alex Rogan ist ein Teenager aus einer Wohnwagensiedlung, der der beste Spieler von Starfighter wird, einem Arcade-Spiel, an welchem er „die Grenze gegen Xur und die Ko-Dan-Armada zu verteidigen“ hat. Doch das Spiel ist in Wirklichkeit ein Trainingsgerät; in der Nacht, nachdem er den Rekord gebrochen hat, wirbt ihn ein Außerirdischer namens Centauri als Kanonier gegen den im Spiele erwähnten Feind an. Centauri bringt Alex zur Alien-Basis auf einem fremden Planeten, wo dieser eine Einführungsveranstaltung besucht, während jener sein Anwerbungshonorar kassiert. Während Alex als Starfighter kämpfen soll, wird er auf der Erde von einem synthetischen Androiden, einer sogenannten Beta-Einheit, vertreten. Alex weigert sich jedoch zunächst, sich anwerben zu lassen, da die Erde nicht Mitglied der Star League ist. Er empfindet keine Veranlassung, in einen Krieg zur Rettung der Galaxis einbezogen zu werden, an welchem sein Planet offensichtlich nicht teilnimmt. Widerwillig bringt ihn Centauri nach Hause.
Kurz nachdem Alex und Centauri die Grenz-Basis verlassen haben, wird diese durch einen Überraschungsangriff von Xur und den Ko-Dans zerstört. Zu Hause angekommen, gibt Centauri Alex einen Pager, um ihn damit anklingeln zu können, sollte er seine Meinung ändern. Alex begegnet seinem Doppelgänger, der mit seiner Rolle auf der Erde Schwierigkeiten hat und ihn zu überreden versucht, zur Basis zurückzukehren. Verärgert aktiviert Alex den Pager, damit Centauri erscheine und den Störer entferne. Doch stattdessen taucht ein von Xur gesandter Attentäter auf und versucht, Alex zu töten. Nach einem Katz-und-Maus-Spiel schafft es Centauri, den Attentäter zu töten, doch dabei wird er selber ernsthaft verwundet. Die Beta-Einheit und Centauri warnen Alex, dass weitere Attentäter unterwegs sind, so dass Alex ebenso ein Starfighter werden könnte, und dann wenigstens die Feuerkraft seines Schiffes gegen den Feind zur Verfügung hätte.
In dieser veränderten Situation stimmt Alex zu, zurückzukehren, findet jedoch die Basis zerstört vor. Es ist nur noch ein experimentelles Kampfschiff übrig und nur ein Pilot, Grig, um es zu bedienen. Noch schlimmer ist für ihn, dass Centauri stirbt und ihn in dieser Welt allein lässt mit Grig als seinen einzigen Freund. Sie starten und begegnen den Feinden, doch hat Alex Schwierigkeiten mit den Realitäten echten Kampfes. Enttäuscht bietet ihm Grig an, ihn nach Hause zu fliegen, wo er glücklich leben solle, bis die Ko-Dan auch seinen Planeten angreifen würden. Im Anblick der extremen Situation findet Alex schließlich doch den Mut zu kämpfen und kommt auf die Idee, sich in den Asteroiden zu verstecken, während die Xurianische Flotte vorüberzieht, um sie dann von hinten anzugreifen, ihren Kommunikationsturm zu zerstören und so die Kampfschiffe zu schwächen.
In der Zwischenzeit wird die Beta-Einheit gejagt und opfert sich schließlich auf um einen Attentäter erfolgreich daran zu hindern, einen Warnruf abzusetzen, dass der letzte Starfighter im Dienst ist. Xur und die Ko-Dan glauben jedoch, Alex sei tot und wiegen sich so in falscher Sicherheit. Alex und Grig schlagen die überraschte Ko-Dan-Armada, wobei Xur jedoch entkommen kann, um ein Andermal zuzuschlagen. Bei der Siegesfeier taucht Centauri wieder auf, der gerade aus dem erwacht ist, was eine Art Regenerationszustand war.
Alex kehrt zur Erde zurück, dort eröffnet er seiner Familie und seinen Freunden, dass er angeworben wurde, dabei zu helfen, die Grenze wieder aufzubauen und zu verteidigen. Während am Anfang des Filmes seine Freundin Maggie Gordon nicht mit ihm zusammen die Wohnwagensiedlung verlassen wollte, geht sie nun mit ihm mit. Der Film und das Buch enden damit, dass Alex’ jüngerer Bruder Louis anfängt, das Starfighter-Spiel zu spielen in der Hoffnung, ebenso wie Alex in die Streitkräfte einzutreten.

## Kritik
„Naiver, allenfalls tricktechnisch beachtlicher Science-Fiction-Film mit fragwürdigen Glorifizierungen von Computerspiel und Zerstörungswut.“

## Trivia
Im Abspann des Filmes wird ein Videospiel von Atari angekündigt. Dieses wurde zwar fertiggestellt, aber aufgrund von Lizenzstreitigkeiten erst einige Jahre später unter dem Namen „Star Raiders 2“ veröffentlicht. Für das Nintendo Entertainment System wurde 1990 das Spiel The Last Starfighter veröffentlicht, was im Wesentlichen jedoch eine Umsetzung das C64-Spiels Uridium aus dem Jahr 1986 ist.
Die United States Army hat ähnlich wie im Film im Jahr 2002 ein frei kopierbares Online-Spiel namens „America’s Army“ herausgegeben. Spieler, die sich anmelden und bestimmte Regeln befolgen, dürfen sich ihre Spielergebnisse von echten Anwerbern durchsehen lassen, die nach potentiellen Einschreibern Ausschau halten. Jedoch wurde das Spiel hauptsächlich dazu entworfen, mögliche Rekruten zu überzeugen, in die US Army einzutreten, jedoch nicht, sie zu testen.
Im Oktober 1984 erschien das von Alan Dean Foster verfasste Buch zum Film, deutsch unter dem Titel Rettung der Galaxis.
Der Romanautor Ernest Cline griff den Film zusammen mit Ender’s Game – Das große Spiel und Der stählerne Adler in seinem Roman Armada als Teil einer Reihe weiterer Filme und Computerspiele auf, die nach Ansicht des Vaters des Protagonisten die Menschheit auf eine Invasion von Außerirdischen vorbereiten sollten.